# ミルベゼのソンデグラス
『ミルベゼのソンデグラス』は2014年4月から2019年3月までRKB毎日放送（RKBラジオ）で放送されていた音楽番組である。

## 番組概要
- ギターとヴァイオリンによる生演奏や、パーソナリティーのトーク等によって構成される番組。2014年1月から3月までGIRLS☆PUNCHにて放送されていた「mille baisers 横山千晶のハートラジオ」を前身としている。

## 放送時間
- 日曜日 24:00-24:30（JST）

## パーソナリティ
- mille baisers (横山千晶、小久保徳道)

## コーナー
- music voyage
- 九州プチグルメ探訪